# Derodontoidea
Derodontoidea ist die einzige Überfamilie der Teilordnung Derodontiformia innerhalb der Käferunterordnung Polyphaga.

## Merkmale
Die vermutete Autapomorphie, die die Gruppe von der nahe verwandten Teilordnung Bostrichiformia unterscheidet ist der stärker abgeflachte Kopf mit vorstehenden (prognathen) Mundwerkzeuge der Larven. Bei den Arten der Bostrichiformia ist der Kopf kugelig und die Mundwerkzeuge nach unten gerichtet (hypognath).

## Verbreitung und Lebensweise
Die Knopfkäfer (Derodontidae) sind holarktisch, sowie in den südlich angrenzenden warmen Gebieten verbreitet, die Nosodendridae sind ebenso, wie die Jacobsoniidae weltweit verbreitet, letztere treten aber vor allem in den warmen Gebieten der Erde, insbesondere auf zahlreichen Inseln auf.

## Taxonomie und Systematik
Die drei Familien, die dieser Gruppe zugerechnet werden, wurden zuvor zur Teilordnung Bostrichiformia gezählt. Deren Monophylie ist jedoch ohne diese Familien besser begründet, weswegen die Einrichtung einer eigenen Teilordnung gerechtfertigt erscheint. Die drei Familien wurden ursprünglich sehr unterschiedlichen, nicht nahe verwandten Taxa zugerechnet. Letztendlich bleibt jedoch ihre heutige Zusammenfassung und damit die vermutete Monophylie weiterhin unsicher.
Folgende Familien werden der Gruppe zugerechnet:
- Knopfkäfer (Derodontidae) LeConte, 1861
- Saftkäfer (Nosodendridae) Erichson, 1846
- Jacobsoniidae Heller, 1926

## Belege